# پاروماهی
پاروماهی‌ها (Oarfish) ماهیانی هستند که در اعماق لجه‌ای یا پلاژیک دریاها زندگی می‌کنند. این ماهیان درازجثه به خانواده پاروماهیان (Regalecidae) تعلق دارند. این ماهی‌ها در تمامی آب‌های معتدل تا گرمسیری اقیانوس‌ها زندگی می‌کنند با این‌حال به ندرت مشاهده می‌شوند. خانوادهٔ پاروماهیان شامل سه گونه و دو سرده می‌باشد. یکی از این گونه‌ها به نام پاروماهی بزرگ طویل‌ترین ماهی استخوانی کنونی است و می‌تواند تا ۸ متر رشد کند. موارد تأیید نشده‌ای از مشاهدهٔ این ماهی با طول ۱۴ و ۱۷ متر با وزن ۲۷۰ کیلوگرم نیز ذکر شده‌اند.

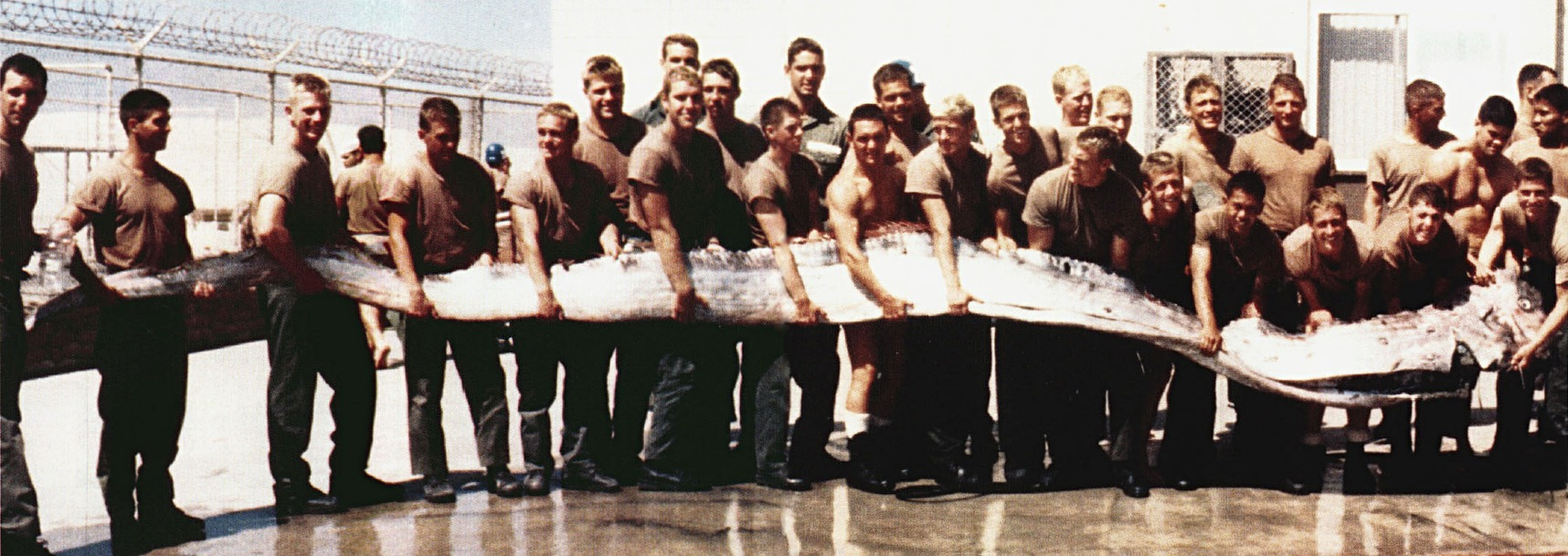
یک پارو ماهی بزرگ ۷ متری به ساحل افتاده در دستان سربازان آمریکایی در کالیفرنیا